# 體育大學站
25°02′28″N 121°23′07″E / 25.04111°N 121.38528°E

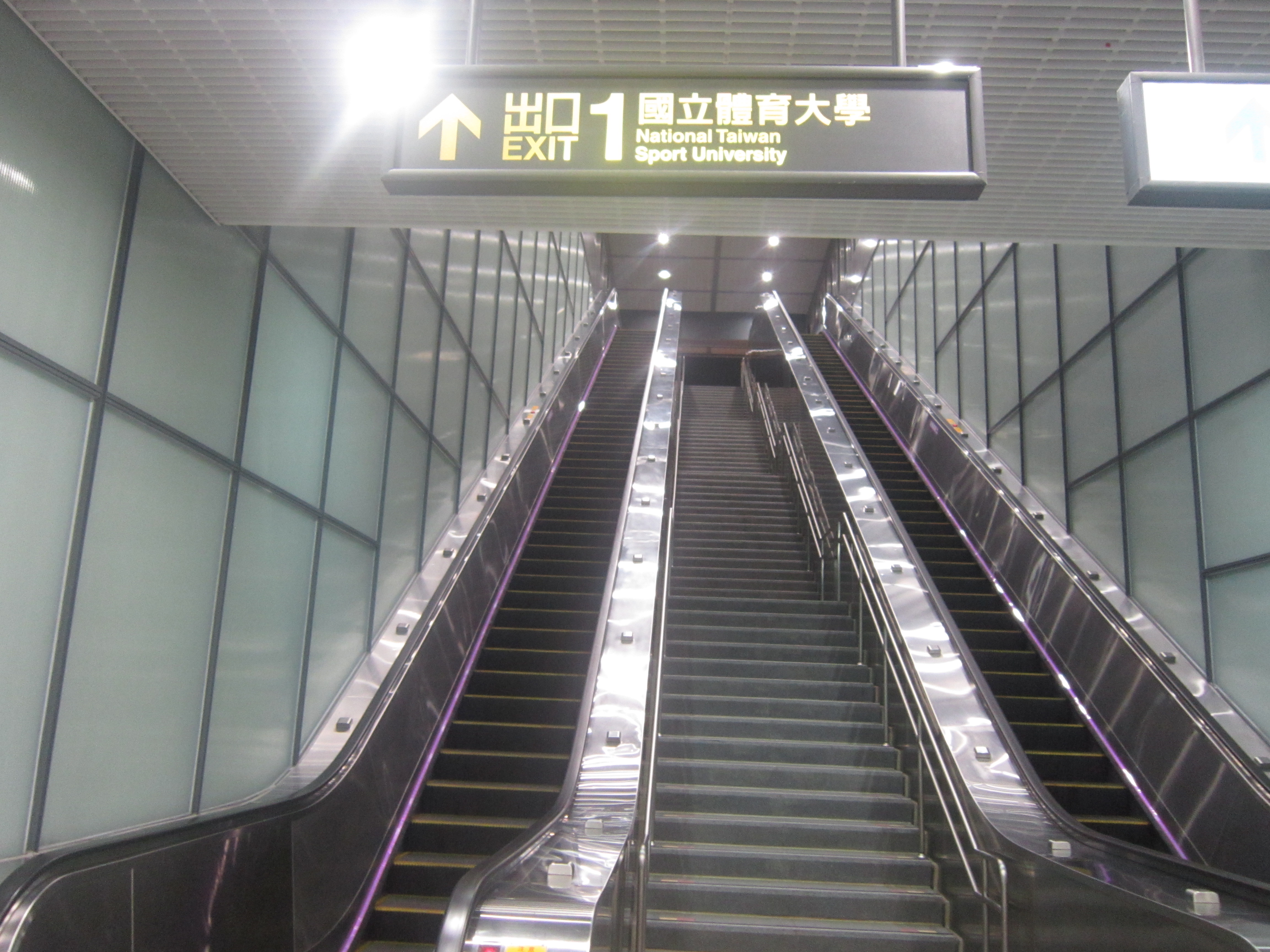
體育大學站連接地面一號出入口的電扶梯

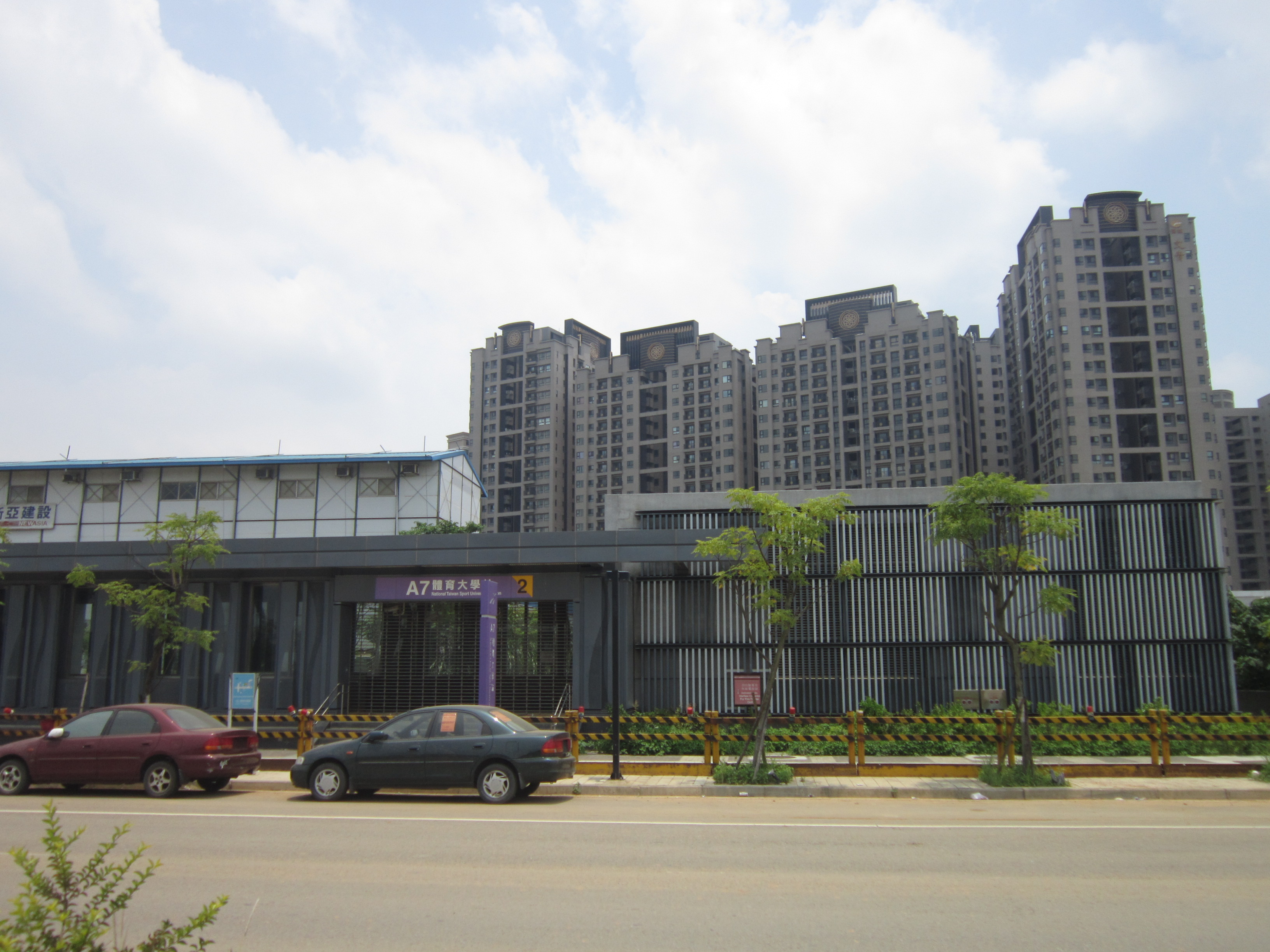
體育大學站二號出入口後方，即是A7合宜住宅

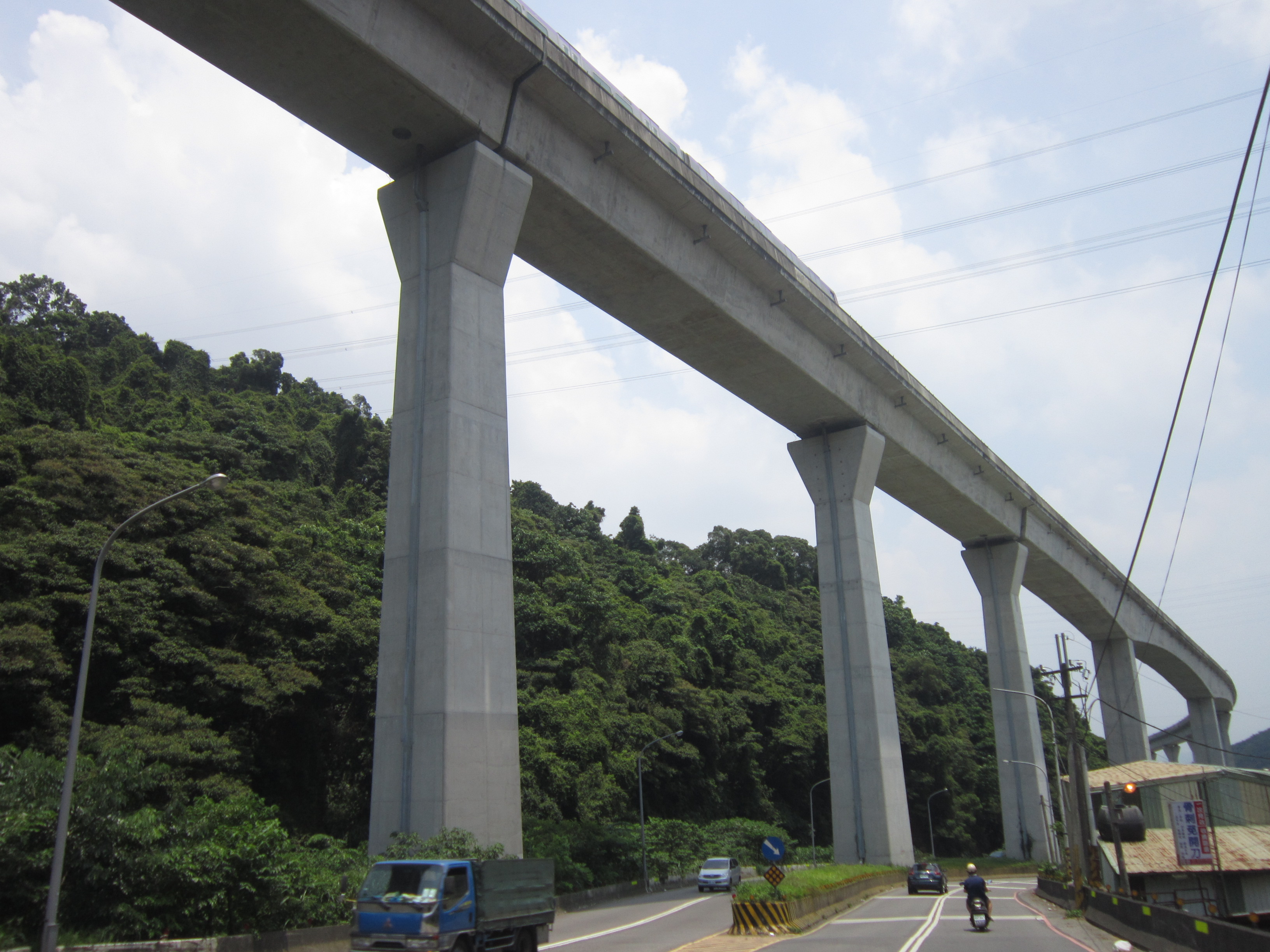
機場捷運在體育大學站過後，由地下路段穿出林口台地，往新北市泰山區方向恢復為高架路段，沿著青山路進入台北盆地。

體育大學站，副站名龜山樂善，位於台灣桃園市龜山區，當地地名「牛角坡」，為桃園捷運機場線的捷運車站。

## 車站概要
本站位於文化一路與青山路交叉口，當地地名牛角坡。本站僅有普通車停靠，車站編號為A7。中正機場捷運計畫時，原預計站名為體育園區，政府收回自辦後，此名亦為桃園縣交通局問卷調查第一名，但考量與同線桃園體育園區站可能相淆，桃園縣政府於2008年9月公佈問卷調查第二名之體育大學為正式名稱。為使列車在爬坡後得以平穩，因此桃園捷運將本站規劃為地下車站。

## 車站構造
桃園機場捷運在桃園地區的路段是架設在龜山區的文化一路中間的正上方，但為避免整體路線因爬升與降坡差異過大，因此在接近本站前逐步潛入地下，本站位於文化一路正下方，經過本站後，由地下路段穿出林口台地，往新北市泰山區方向恢復為高架路段，沿著青山路進入台北盆地。
本站為地下二層車站，設有兩座側式月台，站體長約161.9公尺，寬約20.9公尺。

### 車站樓層
| 地面      | 出入口             | 出入口                                                              |
| 地下 一樓 | 大廳層             | 車站大廳、詢問處、自動售票機、驗票閘門                              |
| 地下 二樓 | 側式月台，右側開門 | 側式月台，右側開門                                                  |
| 地下 二樓 | ①號月台            | ← 機場線普通車 往老街溪方向（長庚醫院站） ← 機場線直達車 不停靠本站 |
| 地下 二樓 | ②號月台            | 機場線直達車 不停靠本站→ 機場線普通車 往台北方向（泰山貴和站）→     |
| 地下 二樓 | 側式月台，右側開門 |                                                                     |

### 車站出口
| 出入口                                    | 圖片 | 位置                                             |
| ----------------------------------------- | ---- | ------------------------------------------------ |
| 出入口1 · 設有手扶梯                      |      | 文化一路與青山路交叉口南面(往體育大學、長庚大學) |
| 出入口2 · 設有手扶梯                      |      | 文化一路與青山路交叉口北面                       |
| 註： 設有手扶梯 \| 設有無障礙電梯往返地面 |      |                                                  |

## 歷史
- 2017年3月2日，隨著機場捷運「臺北車站—環北」段正式通車而啟用[1]。

## 利用狀況
| 年   | 1日平均 | 1日平均 | 1日平均 |
| 年   | 上車    | 來源    |         |
| ---- | ------- | ------- | ------- |
| 2017 | 1,624   | [ 3 ]   |         |
| 2018 | 1,927   | [ 3 ]   |         |

## 車站周邊
- 長庚大學
- 長庚科技大學
- 長庚球場
- 國立體育大學
- 國立體育大學綜合體育館
- 桃園市立文青國民中小學
- 郵政物流園區
- 郵政物流園區形象公園
- 機場捷運A7站合宜住宅
- 華亞科技園區
- 台塑企業文物館
- 台塑養生村
- 桃園市公共自行車租賃系統
  - 捷運體育大學站(A7)
  - 捷運體育大學站(A7)2號出口
- 龜山區第三公墓

## 公車資訊
| 經營業者 | 編號             | 區間                               | 備註             |
| 桃園客運 | 202              | 體育大學－工四工業區               |                  |
| 三重客運 | 603              | 長庚大學—捷運丹鳳站                |                  |
| 三重客運 | 967 (原1211)     | 長庚大學－中山高－臺北市政府       | 屬新北市市區公車 |
| 三重客運 | 967直 (原1211直) | 長庚大學－中山高－臺北市政府       | 屬新北市市區公車 |
| 桃園客運 | 5065             | 桃園－大埔、中正運動公園－體育學院 |                  |
| 桃園客運 | L317             | 長庚紅線（經桃園分院、養生村）     | 桃園市民免費公車 |
| 桃園客運 | L318             | 長庚紅線                           | 桃園市民免費公車 |
| 桃園客運 | L319             | 長庚藍線                           | 桃園市民免費公車 |

## 腳註

## 外部連結
- 桃園捷運 體育大學站 （页面存档备份，存于）（繁體中文）
- 桃園大眾捷運股份有限公司->乘車指南->路網圖（繁體中文）